# Loricariichthys maculatus
Loricariichthys maculatus är en fiskart som först beskrevs av Bloch, 1794.  Loricariichthys maculatus ingår i släktet Loricariichthys och familjen Loricariidae. Inga underarter finns listade i Catalogue of Life.